# Pachycerina ocellaris
Pachycerina ocellaris är en tvåvingeart som först beskrevs av Kertesz 1915.  Pachycerina ocellaris ingår i släktet Pachycerina och familjen lövflugor.
Artens utbredningsområde är Taiwan. Inga underarter finns listade i Catalogue of Life.